# Gravitholus
Gravitholus là một chi khủng long, được Wall & Galton mô tả khoa học năm 1979.